# Lente bifocal

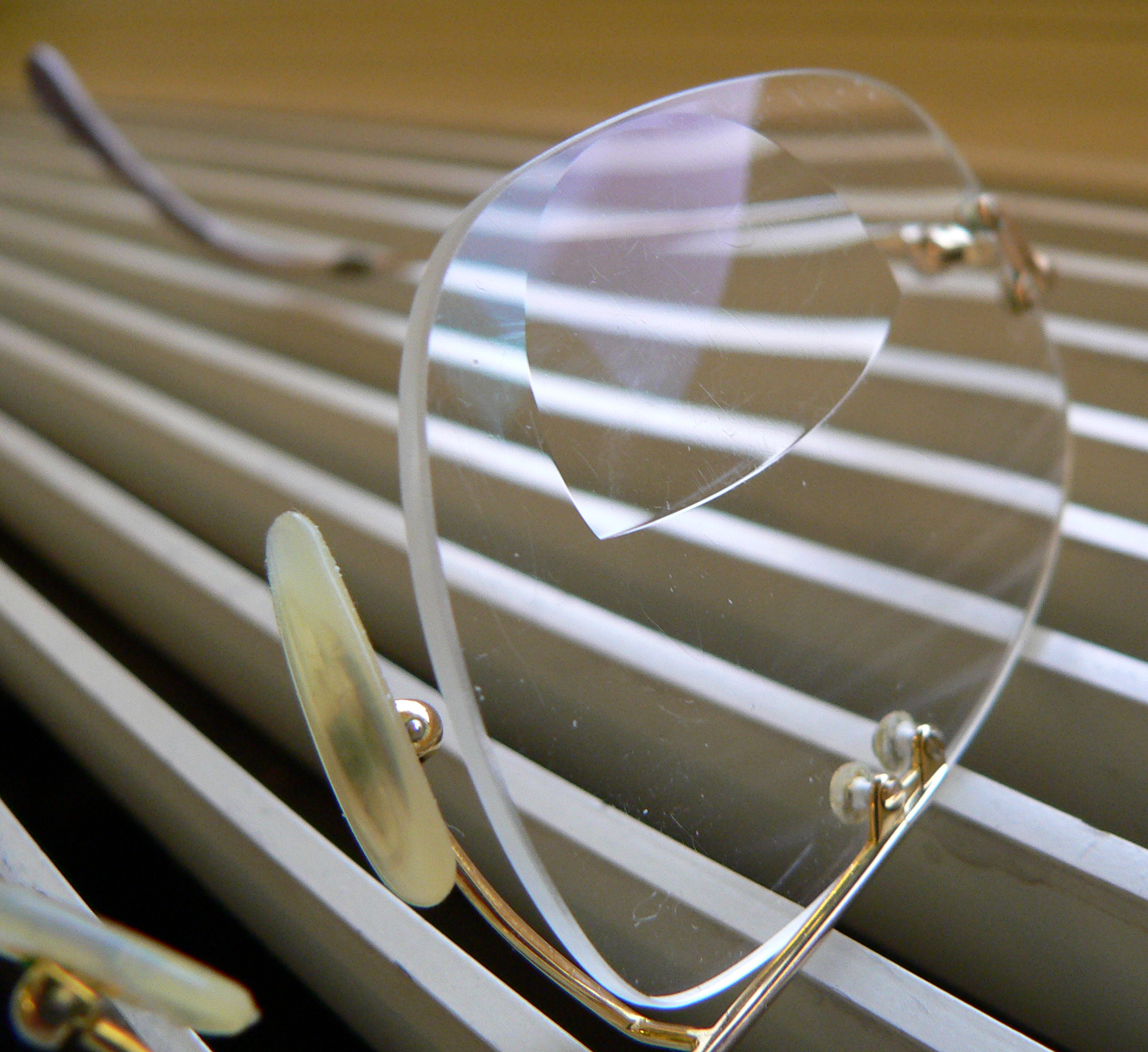
Lente bifocal

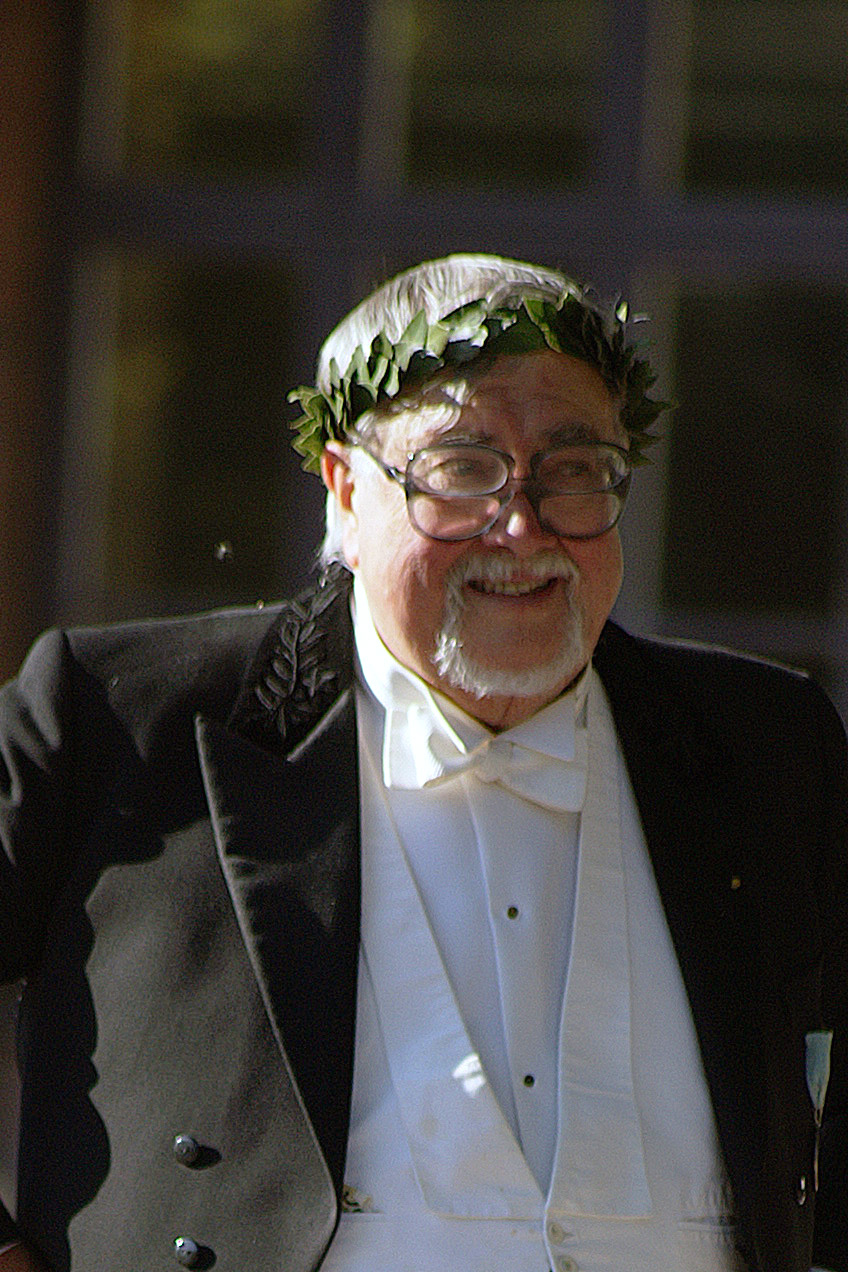
Bifocal com lentes separadas

Lentes bifocais são óculos com dois distintos potências ópticas. Lentes bifocais são normalmente prescritas para pessoas com presbiopia que também requer uma correção para miopia, hipermetropia e/ou astigmatismo.

## História
Benjamin Franklin é creditado geralmente pela invenção da lente bifocal. Historiadores obtiveram algumas evidências sugerindo que outras pessoas podem ter chegado antes de Franklin à invenção; contudo, uma correspondência entre George Whatley e John Fenno, editor do Gazette of the United States, sugere que Franklin inventou realmente a lente bifocal, e talvez 50 anos antes do que se pensava originalmente.
Como diversas invenções são desenvolvidas independentemente por mais de uma pessoa, é possível que a invenção das lentes bifocais seja um destes casos. No entanto, Benjamin Franklin foi um dos primeiros a usar lentes bifocais, e as correspondências de Franklin levam a crer que ele inventou-as independentemente, indiferentemente de ser o primeiro a apresentar tal invenção.
John Isaac Hawkins, inventor das lentes trifocais, cunhou o termo bifocal em 1824 e o creditou ao Dr. Franklin.